# Сорвиголова (сезон 2)
Второй сезон американского телевизионного веб-сериала «Сорвиголова», который основан на одноимённом персонаже комиксов Marvel. В сезоне Мэтт Мёрдок / Сорвиголова, слепой адвокат, который по ночам борется с преступностью, пересекается с мстителем Фрэнком Каслом / Карателем и бывшей девушкой Электрой Начиос. Сериал входит в Кинематографическую вселенную Марвел (КВМ). Сезон производится компанией Marvel Television совместно с АВС Studios. Даг Петри и Марко Рамирес являются шоураннерами сезона, а создатель сериала Дрю Годдард — консультантом.
Чарли Кокс играет роль Мёрдока, а Джон Бернтал и Элоди Юнг предстают в как Касл и Начиос соответственно. Дебора Энн Уолл, Элден Хенсон и Розарио Доусон повторяют свои роли из первого сезона; к основному актёрскому составу также присоединяется Стивен Райдер. Второй сезон был заказан в апреле 2015 года после успеха первого сезона, однако Петри и Рамирес заменили Стивена С. Денайта на посту шоураннера. Съёмки сезона, который фокусируется о природе героизма через сравнения Мёрдока с Каслом и Начиос, а также на влиянии этих друх персонажей на Мёрдока, начались в июле 2015 года и продолжалось до декабря.
Премьера первых двух эпизодов сезона состоялась в Париже 7 марта 2016 года, а полный сезон из 13 эпизодов, стал доступен на Netflix 13 марта того же года. Критики похвалили введение персонажей Касла и Начиос, а также отдельно оценили актёрскую игру Бернтала, экшен-сцены и сюжетный линии. Тем не менее, многие с грустью отметили отсутствие Вонди Кёртиса-Холла в роли Бена Уриха из первого сезона и Уилсона Фиска Д’Онофрио в первой половине второго сезона. Сериал был продлён на третий сезон в июле 2016 года.

## Эпизоды
| № общий | № в сезоне | Название                                                      | Режиссёр          | Автор сценария                           | Дата премьеры |
| --- | ---------- | ------------------------------------------------------------- | ----------------- | ---------------------------------------- | ------------- |
| 14 | 1          | «Бах» «Bang»                                                  | Фил Абрахам       | Даг Петри и Марко Рамирес                | 18 марта 2016 |
| После падения Уилсона Фиска и русской мафии, а также исчезновения китайцев и якудза, различные банды пытаются захватить контроль над Адской Кухней, в том числе ирландская мафия и картели. Когда группу ирландцев расстреливает «армия», единственный выживший, Эллиот «Гротто» Грот, нанимает Нельсона и Мёрдока для защиты. Карен Пейдж изо всех сил пытается справиться с финансовыми проблемами, учитывая, что клиенты фирмы часто не могут себе позволить оплатить услуги адвоката. Карен доставляет раненого Гротто в больницу, в то время как Фогги Нельсон узнаёт от банды байкеров «Адские Псы», что их люди были расстреляны той же «армией», что и ирландцы. Мэтт Мёрдок как Сорвиголова узнаёт от человека из картеля, что всё их оружие было украдено одним человеком. В больнице на Гротто и Пейдж нападает этот человек и они едва спасаются. Сорвиголова дерётся с линчевателем на крышах домов возле больницы, который стреляет ему в голову в упор. |            |                                                               |                   |                                          |               |
| 15 | 2          | «Псы на перестрелке» «Dogs to a Gunfight»                     | Фил Абрахам       | Марко Рамирес и Даг Петри                | 18 марта 2016 |
| Нельсон находит Мёрдока на следующее утро. Хотя бронемаска спасла ему жизнь, голова и обострённые чувства Мёрдока не в порядке; Нельсон настаивает, чтобы он отдыхал и восстанавливался. Нельсон пытается выбить для Гротто защиту свидетелей, но поскольку все его контакты с мафией были убиты, окружной прокурор Саманта Рейес соглашается на эти условия, только если Гротто наденет прослушку на встречу с высокопоставленным наркобароном. Считая, что ему лучше, Мёрдок навещает своего оружейника Мелвина Поттера и спрашивает его о новой, улучшенной маске. После он идёт исследовать укрытие, где были убиты ирландцы; он понимает, что там была собака, которая теперь пропала. Мёрдок отслеживает собаку и находит её в квартире неподалёку: там человек, прозванный офисом окружного прокурора Карателем, подслушивал переговоры об операции с Гротто на полицейской волне. Когда Каратель нападает на участников операции, Нельсон и Пейдж понимают, что Рейес с самого начала задумала это как ловушку. Полицейские снайперы стреляют в Карателя, когда на него нападает Сорвиголова. Гротто убегает; Мёрдока подводят его органы чувств, и он теряет сознание.                                                                                               |            |                                                               |                   |                                          |               |
| 16 | 3          | «Полицейские Нью-Йорка» «New York's Finest»                   | Марк Йобст        | Марк Верхайден                           | 18 марта 2016 |
| Придя в себя Сорвиголова обнаруживает, что Каратель приковал его столбу; он умоляет его прекратить убивать, говоря, что в каждом есть добро, и что каждый преступник может искупить свою вину. Каратель настаивает, что то, что он делает, необходимо; что, убивая преступников, он мешает им вновь совершить преступление, в то время как Сорвиголова просто откладывает неизбежное, калеча их. В конце концов Каратель приводит Гротто, которого поймал на краже машины, когда тот пытался сбежать из города. Он привязывает пистолет с одной пулей к руке Сорвиголовы, предложив ему выбор: убить Гротто; убить его, прежде чем он убьет Гротто; или ничего не делать и жить с тем фактом, что его действия всё равно стали причиной чьей-либо смерти. Сорвиголова стреляет в цепи, удерживающие его, освобождается, но при этом даёт Карателю время застрелить Гротто. Когда умирающий Гротто спрашивает, почему Сорвиголова позволила ему умереть, Каратель нападает на группу байкеров из «Адских Псов». Сорвиголове удаётся вырубить Карателя, а затем с боем прорваться через взбешённых бандитов в безопасное место. |            |                                                               |                   |                                          |               |
| 17 | 4          | «Вот и кончилась игра» «Penny and Dime»                       | Питер Хор         | Джон С. Келли                            | 18 марта 2016 |
| Финн Кули, высокопоставленный член ирландской мафии, чей сын был убит Карателем, прибывает в Нью-Йорк в поисках мести. Он выслеживает собаку, которую Каратель взял в свою квартиру, где понимает, кто он. Пейдж начинает искать информацию о самом Карателе в файлах, переданных ей помощником прокурора Блейком Тауэром. Она узнаёт, что это Фрэнк Касл, у которого когда-то была жена и двое детей, и который был госпитализирован с пулей в голове и чудом выжил. Очевидно, что что-то связанное с Каслом старались всеми способами скрыть, и это вероятно дело рук Рейес. Ирландцы дерутся с Каслом на карусели в парке и захватывают его. Кули жестоко пытает его, пока Каслу не удается освободиться и жестоко убить Кули и нескольких других ирландцев. Сорвиголова находит их и не даёт Каслу убить кого-либо ещё, помогая ему выбраться. Касл рассказывает Сорвиголове о своей семье, которая была убита, прежде чем позволить себя арестовать. Сорвиголова отдаёт лавры за поимку Карателя сержанту Бретту Махони в надежде восстановить веру людей в полицию, а не в линчевателей. |            |                                                               |                   |                                          |               |
| 18 | 5          | «Кинбаку» «Kinbaku»                                           | Флория Сигизмонди | Лорен Шмидт Хиссрик                      | 18 марта 2016 |
| Десять лет назад Мёрдок встретил Электру Начиос, скучающую дочь богатого греческого посла. Они сблизились из-за общего стремления к острым ощущениям и навыков, и в конце концов Мёрдок раскрыл свои способности и характер смерти своего отца от рук Роско Суини. Когда Начиос подговорил Мёрдока вступить в схватку с Суини, надеясь, что Мёрдок убьёт его, Мёрдок отказался это сделать, и Начиос ушла. В наши дни Начиос возвращается в Нью-Йорк и просит Мёрдока помочь ей разобраться с японским подразделением энергетической корпорации Роксон, с которой имел дело её покойный отец. Мёрдок отказывается, но подглядывает за её деловой встречей с компанией, где она устанавливает жучок в их систему. Позже Мёрдок рассказывает Начиос о Суини, и та заявляет, что знает истинную природу Мёрдока, которая, по её мнению, совпадает с её собственной. Чтобы доказать это, она снова манипулирует им, показывая, что у неё есть для него костюм Сорвиголовы, когда то, что кажется остатками якудзы, отслеживает жучок в её квартире. |            |                                                               |                   |                                          |               |
| 19 | 6          | «Одни сожаления» «Regrets Only»                               | Энди Годдард      | Снеха Курс                               | 18 марта 2016 |
| Мёрдок и Начиос побеждают нападающих якудза. Начиос считает, что якудза замышляют что-то большое в Нью-Йорке, и Мёрдок неохотно соглашается продолжать помогать ей, когда она обещает покинуть город, как только они закончат. Мёрдока, Нельсона и Пейдж посещает общественный защитник по делу Карателя, который сообщает, что Рейес намерена связать Касла с другими убийствами «Адских Псов» за пределами Нью-Йорка, что делает возможным смертную казнь. Мёрдок и Пейдж убеждают Нельсона, что они должны сами помочь Каслу, чтобы защитить его от Рейес и узнать, что на самом деле случилось с ним и его семьёй. Пока Мёрдок и Начиос посещают торжественное мероприятие Роксон и крадут ценную бухгалтерскую книгу якудзы, Пейдж рассказывает Каслу о том, что она узнала о его прошлом, и в итоге добивается его сотрудничества. Однако в присутствии Рейес и судьи Касл отказывается от сделки о признании вины, которая дала бы ему пожизненное заключение, и вместо этого признаёт себя невиновным. Возмущенная Рейес ускоряет судебное разбирательство, и процесс «Народ против Фрэнка Касла» начнётся через неделю. |            |                                                               |                   |                                          |               |
| 20 | 7          | «Всегда верен» «Semper Fidelis»                               | Кен Джиротти      | Люк Кальтё                               | 18 марта 2016 |
| Из-за своих дел с Начиос Мёрдок опаздывает на суд над Каслом, и Нельсон берёт на себя вступительное слово. Не имея возможности использовать защиту от посттравматического стрессового расстройства, вызванного тем, что Касл был на войне - Касл считает, что это было бы неуважительно по отношению к настоящим ветеранам войны, страдающим посттравматическим стрессовым расстройством, - Нельсон вместо этого сосредотачивается на том, что семья Касла была подведена системой правосудия. Мёрдок работает с Пейдж, готовясь к перекрёстному допросу главного судмедэксперта, который, вероятно, подделал свидетельства о смерти семьи Касл для Рейес, но прежде чем он сможет сделать это в суде, мужчина признаётся; накануне вечером его пытали, чтобы он раскрыл правду. Мёрдок понимает, что Начиос подслушала их с Пейдж и пыталась «помочь», и раскрывает Нельсону свою связь с ней. После того, как показания эксперта становятся недействительными, отношения Нельсона и Мёрдока разрываются. Мёрдок сталкивается с Начиос, которая соглашается не участвовать в судебном процессе, и вместе с ней обыскивает заброшенную стройплощадку, с которой, согласно бухгалтерской книге якудзы, поставлялись грузы. Внутри они находят огромную дыру в земле.           |            |                                                               |                   |                                          |               |
| 21 | 8          | «Виновен на все сто» «Guilty as Sin»                          | Майкл Аппендаль   | Уит Андерсон                             | 18 марта 2016 |
| На Мёрдока и Начиос нападают ниндзя, и их приходится спасать старому наставнику Мёрдока - Стику. Они бегут обратно в квартиру Мёрдока, где Стик рассказывает Мёрдоку, что Начиос работает на него (и работала ещё до того, как впервые встретила Мёрдока), поскольку он ведёт войну на стороне «Чейст» («Целомудрие») против древней организации «Рука», для которой японская компания Роксон и якудза являются прикрытием. Мёрдок предлагает вернуть Начиос и помочь ей победить «Руку», если она откажется от Стика и его убийственных методов; она соглашается. В суде Нельсон начинает склонять присяжных в пользу Касла, но Касл выступает в суде и намеренно разрушает свою защиту. Пейдж и Нельсон обвиняют Мёрдока в проигрыше процесса. Начиос и Мёрдок обмениваются близкими взглядами, прежде чем на них нападает одинокий ниндзя. Мёрдок побеждает его и обнаруживает, что это всего лишь подросток, после чего Начиос импульсивно перерезает ему горло, к ужасу Мёрдока. Касл попадает в тюрьму, и охранник ведёт его на встречу с Фиском. |            |                                                               |                   |                                          |               |
| 22 | 9          | «Семь минут в раю» «Seven Minutes in Heaven»                  | Стивен Сёрджик    | Марко Рамирес и Лорен Шмидт Хиссрик      | 18 марта 2016 |
| Фиск предлагает Каслу шанс выйти на Даттона, «короля» тюрьмы на острове Райкер, который, по мнению Фиска, организовал неудачную сделку, приведшую к гибели семьи Касла. Фиск признаётся, что это позволит ему самому взять тюрьму под контроль. Касл смертельно ранит Даттона, который рассказывает, что организовал сделку для наркоторговца по кличке «Блэксмит». Затем Фиск предаёт Касла, напустив на него сторонников Даттона, но Касл убивает их всех. Понимая, что Касл может быть полезен конкурентам Фиска, пока тот находится в тюрьме, Фиск организует побег Касла из тюрьмы. Однако Касл предупреждает Фиска, что в следующий раз, когда он его увидит, он его убьёт. Нельсон и Мёрдок соглашаются расстаться, а Пейдж продолжает своё личное расследование в отношении Касла. Она подтверждает теперь уже бывшему главному судмедэксперту, что помимо семьи Касла была ещё одна жертва расправы - полицейский под прикрытием; сделка и последующая расправа были частью тайной операции. Мёрдок исследует объект «Руки» под названием «Ферма», где ему противостоит Нобу Йошиока, которого он ранее убил. |            |                                                               |                   |                                          |               |
| 23 | 10         | «Человек в клетке» «The Man in the Box»                       | Питер Хор         | Джон С. Келли, Уит Андерсон и Снеха Курс | 18 марта 2016 |
| Сорвиголова просит Махони отправить нескольких детей, которых на «Ферме» используют в качестве инкубаторов для смеси химикатов, к медсестре Клэр Тэмпл для лечения в больнице. Узнав о побеге Касла, Рейес просит Нельсона, Мёрдока и Пейдж встретиться в её офисе. Она подтверждает, что её офис организовал инсценировку сделки Блэксмита с ирландцами, картелем и «Адскими Псами», и объясняет, что она решила не уводить с территории гражданских, чтобы не вызвать подозрения у преступников, что привело к гибели полицейского под прикрытием и семьи Касла, когда сделка сорвалась. Теперь она считает, что Касл нацелился на её дочь, и умоляет о помощи в его поимке. Однако Рейес была застрелена на их глазах неизвестным стрелком. Мёрдок посещает Фиска в тюрьме и подтверждает свои подозрения, что Фиск управляет ею и организовал освобождение Касла. Начиос убивает наёмного убийцу, посланного Стиком, а Касл спасает Пейдж от нападения, схожего с тем, что было совершено на Рейес. В больнице дети просыпаются, пока Сорвиголова готовится защищать здание от «Руки». |            |                                                               |                   |                                          |               |
| 24 | 11         | «Триста восьмидесятая» «.380»                                 | Стивен Сёрджик    | Марк Верхайден                           | 18 марта 2016 |
| Сорвиголова спасает Тэмпл от «Руки», но дети добровольно уходят с ниндзя и выкачивают из себя кровь, чтобы влить химикаты в древнее устройство. Некоторые из «Руки» погибли во время боя, и при попытке вскрытия одного из них обнаруживаются шрамы от предыдущего вскрытия. Совет больницы решает скрыть это, вынуждая Тэмпл уволиться. Пейдж и Касл сталкиваются с людьми Блэксмита, и Касл жестоко избивает их, а затем убивает. Затем он уходит от охваченной ужасом Пейдж. Сорвиголова сталкивается с Тауэром, который раскрывает единственную зацепку, которую прокуратура имеет на Блэксмита: конкурента, работающего в Чайнатауне. Сорвиголова отправляется туда, чтобы найти мадам Гао, старого союзника Фиска, которая отправляет его на пристань. Касл нападает на лодку, используемую для контрабанды наркотиков, и пытается убить человека, выдающего себя за Блэксмита; Сорвиголова останавливает его, но люди Блэксмита прибывают и нападают на лодку, а Касл спасается в хаосе. Узнав, что Начиос выжила после покушения, Стик готовится сразиться с ней сам. |            |                                                               |                   |                                          |               |
| 25 | 12         | «Тьма в конце тоннеля» «The Dark at the End of the Tunnel»    | Эйрос Лин         | Лорен Шмидт Хиссрик и Даг Петри          | 18 марта 2016 |
| Стик сожалеет, что так и не смог «приручить» Начиос, которая всегда была склонна к убийствам, и пытается исправить эту ошибку. Также было показано, что он убил своего коллегу Стара, чтобы защитить Электру. Сорвиголова не даёт им убить друг друга, но тут прибывает «Рука» и похищает Стика. Полиция считает, что Касл мёртв, и Пейдж неохотно соглашается; вместо того чтобы прекратить свое расследование о Касле, о котором она собиралась написать разоблачительную статью для «Нью-Йоркского вестника», Пейдж решает написать очерк, чтобы показать общественности, что Касл был не только Карателем. Она берет интервью у командира морпехов Касла Рэя Шуновера, но понимает, что он и есть Блэксмит. Касл прибывает и убивает Шуновера, несмотря на мольбы Пейдж. Сорвиголова и Начиос находят Стика, причём Начиос всё еще намерена убить его. Однако им противостоит Йошиока, который рассказывает, что инстинкт убийцы у Начиос появился потому, что она - Черное небо, мифическое оружие, которому поклоняется «Рука». Начиос подумывает принять верность «Руки», но Сорвиголова убеждает её выбрать свою судьбу, и она помогает Стику сбежать. |            |                                                               |                   |                                          |               |
| 26 | 13         | «Холодный день в Адской кухне» «A Cold Day in Hell's Kitchen» | Питер Хор         | Даг Петри и Марко Рамирес                | 18 марта 2016 |
| Нельсон присоединяется к юридической фирме Джерин Хогарт. Когда Стик оказался в безопасности в квартире Мёрдока, «Рука» совершает налёт на полицейский участок в поисках информации о людях, которым помог Сорвиголова. Они берут заложников, включая Пейдж и преступника Тёрка Баррета. Поскольку Баррет находится под домашним арестом, полицейские, следившие за ним, сообщают о ситуации, прежде чем их убивает «Рука». Мёрдок и Начиос используют этот звонок, чтобы найти заложников и освободить их до того, как они смогут отрезать ногу Тёрку, чтобы снять с его лодыжки отслеживающее устройство. Затем они сталкиваются с армией ниндзя из «Руки», возглавляемой Йошиокой. Начиос жертвует собой, чтобы спасти Мёрдока, и он побеждает остальных членов «Руки» с помощью Касла, который хочет покончить со своим прошлым и принять мантию Карателя. Стик возвращается, чтобы покончить с Йошиокой, и отрубает ему голову. Мёрдок и Стик оплакивают Начиос, при этом Мёрдок заявляет, что его любовь к ней стоила того, и соглашается с тем, что философия Стика о разрыве эмоциональных связей несовершенна. Он договаривается о встрече с Пейдж и рассказывает ей, что он - Сорвиголова. Позже «Рука» эксгумирует тело Начиос и помещает её в древнее устройство. |            |                                                               |                   |                                          |               |

## В ролях
| - Чарли Кокс — Мэтт Мёрдок / Сорвиголова - Дебора Энн Уолл — Карен Пейдж - Элден Хенсон — Франклин «Фогги» Нельсон - Джон Бернтал — Фрэнк Касл / Каратель - Элоди Юнг — Электра Начиос - Стивен Райдер — Блейк Тауэр - Розарио Доусон — Клэр Тэмпл - Винсент Д’Онофрио — Уилсон Фиск / Кингпин | - Ройс Джонсон — Бретт Махони - Сьюзан Варон — Джози - Мишель Хёрд — Саманта Рейес - Мэрилин Торрес — Луиза Дельгадо - Джеффри Кантор — Митчелл Эллисон - Рон Накахара — Хирочи - Джон Пиркис — Стэн Гибсон - Скотт Гленн — Стик - Питер Шинкода — Нобу Йошиока | - Роб Морган — Тёрк Баррет - Мэтт Джеральд — Мелвин Поттер - Питер Макробби — Лэнтом - Эми Рутберг — Марси Шталь - Кевин Нэгл — Роско Суини - Вай Чинг Хо — Гао - Сюзанн Х. Смарт — Ширли Бенсон - Кэрри-Энн Мосс — Джери Хогарт |

## Производство

### Разработка
Когда его спросили о будущем сериала после первого сезона, шоураннер Стивен С. Денайт сказал, что «Сорвиголова» — это часть большого плана, включающего сериалы «Джессика Джонс», «Люк Кейдж», «Железный кулак», а затем кроссоверный мини-сериал «Защитники». Как все это всё будет работать вместе, и будет ли второй сезон этого шоу — или как он будет сочетаться с другими — это вопросы, на которые на данный момент нет ответа". В ноябре 2014 года Денайт заявил, что после первого сезона «Сорвиголовы» «вероятно, будет продолжение». В январе 2015 года главный исполнительный директор Netflix Тед Сарандос заявил, что сериал «имеет потенциал на несколько сезонов», а Netflix будет смотреть «насколько хороший отклик [они] имеют как у поклонников Marvel, так и у более широкой аудитории», чтобы решить, уместны ли дополнительные сезоны.
21 апреля 2015 года Marvel и Netflix объявили, что сериал продлён на второй сезон, а Даг Петри и Марко Рамирес заменят Денайта на посту шоураннера и выступят исполнительными продюсерами; оба были сценаристами первого сезона и тесно сотрудничали с его шоураннером Денайтом и создателем сериала Дрю Годдардом. Сезон знакомит зрителей с Карателем, которого Денайт и сценаристы хотели представить в сцене после титров финала первого сезона, но не смогли из-за того, что Netflix начинает показ следующего эпизода во время титров текущего. Денайт назвал это «правильным решением. Я думаю, что есть лучший, более органичный способ представить его миру». Рамирес называл второй сезон «Сорвиголова против Карателя». В сентябре 2015 года Годдард сообщил, что он всё ещё участвует в создании этого сезоне в качестве исполнительного продюсера, консультируя Петри и Рамиреса по необходимости. Сезон состоит из тринадцати часовых эпизодов.

### Сценарий
Что удивительно в этой истории, так это то, что она поделила его жизнь на до и после: некогда любимая женщина вернулась, у неё несомненно есть проблемы с моралью, у тебя есть работа и ты выполняешь её как сам считаешь нужным, а на другом конце спектра — Фрэнк Касл, который считает, что справедливости нужно добиваться своим способом. Для Мэтта, который верит в закон, вопрос о том, является ли он линчевателем, и делает ли это его таким же, как эти люди — это именно то, что движет историей и ведёт по ней Мэтта.
— Джеф Лоуб о том, как сезон исследует вопрос «что значит быть героем».
Говоря о том, чем второй сезон будет отличаться от первого, Рамирес заметил, что авторы в первом сезоне размышляли «есть ли место для тёмного и неоднозначного контента в супергеройском кино» и из-за положительной реакции фанатов на это («мы получил громкий ответ „да“»), подошли ко второму сезону с мыслями: «Вы хотели приземлённости и тьмы — получите Электру и Карателя. Вы сами просили об этом». О возможном использовании флэшбэков в сезоне Петри сказал, что иногда лучше всего «снять слой луковой кожуры с помощью флэшбэка, или два человека разговаривающих в комнате могут обладать всей силой мира. Это то, что мы можем подбирать и выбрать».
В сезоне в Кинематографическую вселенную Marvel вводят Карателя. Годдард сообщил, что на его взгляд телевидение лучше всего подходит для персонажа, так как сценаристы «способны делать на маленьком экране те вещи, которые лучше всего соответствуют этому персонажу, чем если бы им пришлось опреснить его ради фильмов». Годдард заявил, что подход сезона к персонажам и их действиям заключается в том, чтобы делать то, что имеет смысл для персонажей, а не для «раздвигания границ» или попыток шокировать публику, хотя он отметил, что всё это можно представить в более «взрослом… тёмном и грязном» стиле из-за отсутствую ограничений у Netflix и присутствию таких персонажей, как Каратель. Петри заявил, что авторы надеялись «растряси котелок» и «заставить людей думать» с помощью Карателя и его смертоносных методов; он добавил: «Взять смертоносное правосудие в свои руки в Америке в 2015 году — дерьмо сложное. Мы сейчас не должны отгораживаться от сложной реальности. Если у тебя есть пистолет, а ты не полицейский, ты будешь вызывать сильные чувства». Рамирес добавил, что Касл не упоминался как Каратель в сценарной комнате, подобно тому, как Уилсона Фиска не называли в первом сезоне Кингпином, поскольку это позволяло авторам думать «о Касле как о человеке, который дал клятву отомстить за убитую семью. Чем определённее это становилось, тем меньше значили проблемы за пределами Адской Кухни или другие вещи». В сериале прозвище «Каратель» дано Каслу СМИ из-за его агрессивных действий.

Что касается времени введения новых персонажей, шоураннеры решили немедленно представить Карателя и ненадолго задержать появление Электры, а Рамирес объяснил, что «одна из ловушек, когда у нас так много замечательных персонажей, которых надо представить — это желание одновременно бросить их всех в дело», но было важно уделить время правильному представлению новых персонажей аудитории, в особенности людям, которые ещё с ними знакомы по комиксам. Стараясь сосредоточить внимание на истории Мёрдока, Петри рассказал, что сценаристы часто придумывали «удивительные вещи», но потом понимали, что позабыли о Мёрдоке, и им приходилось «полностью всё переработать, посмотреть, как это влияет на Мэтта, и взглянуть на всё с его точки зрения». Рамирес добавил: 
Это может легко стать историей Карателя или Электры, в которой участвует Мэтт, а не наоборот. Итак, мы создали историю Мэтта, с точки зрения того, что бы мы хотели с ним сделать, где бы мы хотели его видеть к концу сезона, и что мы хотели, чтобы он узнал о себе; мы использовали истории Электры и Фрэнка, чтобы привести Мэтта куда надо… Мы говорили о том, как мы смотрим шоу из тринадцати эпизодов? Какую захватывающую структуру сезона мы бы хотели увидеть? Мы делим его на две части? Или на три?… Если бы вы сидели и смотрели тринадцать эпизодов кряду, вы бы точно почувствовали комиксную структуру. Вот что мы сделали в этом сезоне.
Чарли Кокс объяснил, что после первого сезона, в котором Уилсон Фиск был заключён в тюрьму, во втором сезоне начинается «снижение уровня преступности. Ситуация нормализовалась, и даже стала лучше, чем обычно», и именно тогда появляется Каратель, который заставляет Мэтта Мёрдока «ставить всё под сомнение. Мэтт должен вновь понять, кто он такой и что он делает». Джеф Лоуб, глава Marvel Television, сказал, что «если первый сезон действительно был связан с решением Мэтта стать героем, то второй сезон становится о том, что значит быть героем». Представляя Карателя и Электру, авторы смогли «растолкать и растормошить» Мёрдока, противопоставив их три идеологии: Каратель видит «справедливость чёрно-белой», а Электра — «оттенки серого». В частности, об Электре Лоеб сказал, что у неё очень чёткая цель, она бросает вызов убеждениям Мёрдока и «стремится к справедливости», завывая вопросы: «Для кого ты это делаешь? Зачем ты это делаешь? Чего пытаетесь достичь?»

### Кастинг
Чарли Кокс, Дебора Энн Уолл, Элден Хенсон, Розарио Доусон и Винсент Д’Онофрио повторили свои роли Мэтта Мёрдока / Сорвиголовы, Карен Пейдж, Фогги Нельсона, Клэр Тэмпл и Уилсона Фиска из первого сезона, соответственно. В июне 2015 года Джон Бернтал получил роль Фрэнка Касла / Карателя, а в следующем месяце Элоди Юнг присоединилась к актёрскому составу в роли Электры. В сентябре стало известно, что Стивен Райдер исполнит роль Блейка Тауэра.
Также из первого сезона вернулись Ройс Джонсон в роли офицера Бретта Махони, Сьюзан Варон в роли Джози, Джеффри Кантор в роли Митчелла Эллисона, Скотт Гленн в роли Стика, Питер Шинкода в роли Нобу Йошиоки, Роб Морган в роли Тёрка Баррета, Мэтт Джеральд в роли Мелвина Поттера, Питер Макробби в роли отца Лэнтома, Эми Рутберг в роли Марси Шталь, Кевин Нэгл в роли Роско Суини, Вай Чинг Хо в роли мадам Гао и Сюзанн Х. Смарт в роли Ширли Бенсон. Рон Накахара, Джон Пиркис и Мэрилин Торрес получили роли Хирочи, Стэна Гибсона и Луизы Дельгадо, соответственно, а Мишель Хёрд и Кэрри-Энн Мосс вернулись к ролям Саманты Рейес и Джери Хогарт.

### Дизайн
Джошуа Шоу разработал костюмы для персонажей второго сезона. Петри заявил, что атмосфера сериала стала многослойней, чтобы сохранить сезон тёмным, но вместе с тем сделать его более ясным для зрителя — такая проблема была в первом сезоне. Петри также рассказал о костюмах для таких персонажей, как Электра, отметив, что они должны были смотреть не только на костюм комиксах и на то, «что выглядит круто», но и задаваться такими вопросами, как "В чём бы вы по-настоящему хотели драться? Что защитит тебя?… Будут ли герои в этом шоу одеты в костюмы? В какой-то момент все наденут костюмы. Мы обещаем это. Но в то же время мы хотим, чтобы они чувствовали себя как можно более органично и приземлённо.
Лоррейн Калверт присоединилась к сериалу в качестве дизайнера костюмов для сезона. Разрабатывая костюм Электры, который в комиксах обычно состоит из непрактично «сшитого» красного сукна, Калверт решила сделать его утилитарным и привлекательным, оставаясь верной комиксам. Она начала с противоположного окончательному изящному дизайну её боевых и повседневных нарядов; Калверт сказала: «Мы обсуждали её возможную принадлежность к богеме, поскольку она свободна духом, богата и путешествовала по всему миру». Эта мысть в конечном итоге привела дизайнера к окончательному, более изящному дизайну, потому что Электре «нужны более простые и элегантные линии, потому слишком много ткани выглядит подавляющее». Костюм состоял из «чёрных мотоциклетных брюк, цельного костюма на молнии, жилета без рукавов, красных вставок для акцентов и капюшона, закрывающего лицо Электры». Оттенок красного был выбран таким образом, чтобы он не конфликтовал с красным в костюме Сорвиголовы, а также соответствовал более тёмному тону сериала.
Костюм Сорвиголовы также был улучшен в этом сезоне, и Калверт назвал его «гораздо более подвижным и намного более боевым». Отдел костюмеров «модернизировал» костюм и сделал его проще, используя меньше материала для рукавиц и сапог. Кокс отметил, что изменения вплетены в сюжетную линию сезона, в том числе и необходимость в новой, переработанной маске и штанам, которые ближе к оригинальным брюкам-карго, которые персонаж носил в предыдущем сезоне. Эти мешковатые штаны дали Коксу и его дублёру вдвое больше манёвренности.

### Съёмки
Съёмки сезона начались в июле 2015 года в Восточном Гарлеме, с рабочим названием Ringside, и графиком по девять дней на эпизод. Среди мест съёмок были: театр Метро; остров Рузвельт; Гринпойнт, Бруклин; Лонг-Айленд-Сити; Сохо для наружных кадров квартиры Мёрдока; Ньютаун-Крик; карусель в Форест-Парке; Бейсайд, Куинс для съёмок старого дома Касла; кладбище и катакомбы Грин-Вуд; Ист-Виллидж; здание суда округа Бронкс; Трайбека; Адская кухня; Нью-Йоркская военно-морская верфь; форт Тоттен и коридоры в больнице Бэйли Сетон, когда Мёрдок противостоит Руке; и кладбище Голгофа. Съёмки закончились в декабре 2015 года.
В этом сезоне к команде присоединился оператор-постановщик Мартин Альгрен и решил «пойти в несколько ином направлении», чем в первом сезоне, но сохранил «желтоватый цвет уличного света, который придал первому сезону совершенно особый стиль». Альгрен снимал второй сезон в разрешении 4K на камеры RED Dragon и пытался использовать встроенное освещение, такое как лампы и автомобильные фары, а также «4x4 Light Blankets — гибкие светодиодные листы, которые были достаточно компактны, чтобы поместиться в узких местах, и достаточно лёгкие, чтобы их можно было приклеить к стене; но при этом они излучали очень приятный мягкий свет, который можно регулировать от дневного света до вольфрамового цвета». Альгрен сказал, что автомобильная погоня в начале эпизода «Виновен на все сто» была для него вызовом, отметив, что сцена, когда куча ниндзя гонятся за автомобилем, и один из них «запрыгивает на крышу машины и едет на ней квартал» со всеми трюками снят на месте. Для этих съёмок был использован Ultimate Arm, «моторизованный кран, установленный на Porsche Cayenne», в отличие от обычной для сериала камеры с ручным и стационарным управлением. Съёмки погони заняли две ночи в Гринпойнте, Бруклин, после чего сцена внутри автомобиля снималась в павильоне с зелёным экраном (что является редкостью для сериала) «чтобы предоставить актёрам более комфортную обстановку».
О драках и хореографии сезона Бернтал сказал следующее: «Все бои основаны на характерах персонажей, все они [бои] рассказывают историю». Кокс добавил, что «безусловно была предпринята попытка сделать так, что каждый нанесённый удар подобен реплике в диалоге; за этим стоит мотив, за этим стоит причина, это что-то значит». Дублёр Кокса, каскадёр Крис Брюстер рассказал, как развивалась боевая хореография сериала: первый сезон показал, как Мёрдок только начинает деятельность линчевателя — «он сражался отчаянно, но его навыки не были отточены… они были более сырыми; в то время как во втором сезоне персонаж учится на своих ошибках, — его стиль боя теперь более чёток и продуман, но он всегда сражался со способностями Сорвиголовы». Что касается боевых стилей Карателя и Электры, Брюстер сказал, что из-за своего военного прошлого Каратель использует много оружия, и его «стиль рукопашного боя больше похож на ближний бой», в то время как Электра обучалась у Стика и Руки, поэтому её стиль боя больше похож на Сорвиголову, которого также тренировал Стик. «Тем не менее, — продолжал Брюстер, — Рука — это обученные убийцы, которые специализируются на скрытных нападениях и быстрых убийствах. Её стиль также демонстрирует подобные элементы». В сезоне используются разные стили боевых искусств, в том числе кали, китайские боевые искусства кунг-фу, вин-чун, кэндзюцу и бокс.
Кокс описал снятую одним дублем драку в «Полицейских Нью-Йорка», в которой Сорвиголова сражается с членами банды, спускаясь по лестнице, как «своего рода дань уважения» хорошо принятой сцене драки в кислотном коридоре в первом сезоне, и «почти так первоклассную сцену». Сильвера отметил, что это метафорическое «схождение в ад», а не «испытание воли», как в сцене первого сезона. У каскадёров было три дня, чтобы подготовить бой, а результат был снят через полтора дня. В отличие от сцены первого сезона, которая снималась на съёмочной площадке камерой, установленной на потолочной дорожке, эпизод на лестничных клетках был снят на локации, и для окончательного результата требовалось, чтобы камера обходила вокруг нескольких человек. В сезоне также есть ещё один оммаж к этой сцене, когда в эпизоде «Семь минут в раю» Каратель принимает бой в коридоре. Сильвера отметил, что это «полностью созревший» смертоносный Каратель был «сильным контрастом с Сорвиголовой». Для всех боев сезона команда каскадёров сняла версию предварительной визуализации с дублёрами; после в день съёмок они фрагментарно показывали видео актёрам, таким как Кокс, и позволяли внести коррективы в случае необходимости. Хотя актёры сами отыграли большинство боёв, дублёры выполняли сальто и сложные трюки.

### Визуальные эффекты
Как и в первом сезоне, компания Shade VFX отвечала за создание визуальных эффектов в сериале.

### Музыка
К сентябрю 2015 года Джон Песано начал сочинять музыку для сезона. Он заметил, новые шоураннеры «были верны тому, что мы пытались сделать в первом сезоне. Во втором сезоне были лишь некоторые новые элементы, которые мы должны были учесть», такие как Каратель и Электра. Он в шутку сказал, что «это совсем не похоже на то, что мы все внезапно оказались на территории Джона Уильямса, да? Это определённо всё ещё тёмная и жёсткая территория… но она определённо на пару уровней светлее». При работе над музыкальными темами Карателя и Электры, с которыми Песано был знаком по комиксам и предыдущим адаптациям, он «взял все эти предвзятые понятия, которые были и приправил щепоткой соли», а затем стал ждать их интерпретации в сезоне. Песано тесно сотрудничал с командой звукорежиссёров сериала, смотря с ними эпизоды сезона, чтобы скоординировать, где «мы должны ударить», а где «оставить этот неповторимое отличие Нью-Йорка» и его звук. Hollywood Records выпустил альбом с саундтреком в цифровом формате 15 июля 2016 года.
Автор музыки Джон Песано, если не указано отдельно.
| №                   | Название                  | Музыка                          | Длительность |
| ------------------- | ------------------------- | ------------------------------- | ------------ |
| 1.                  | «Main Title»              | Braden Kimball and John Paesano | 1:03         |
| 2.                  | «Devil of Hell's Kitchen» |                                 | 2:47         |
| 3.                  | «The Punisher»            |                                 | 4:19         |
| 4.                  | «Stairway to Hell»        |                                 | 3:25         |
| 5.                  | «Raindrops»               |                                 | 3:03         |
| 6.                  | «Sparring»                |                                 | 2:51         |
| 7.                  | «Playing House»           |                                 | 1:41         |
| 8.                  | «Dripping Chilis»         |                                 | 3:47         |
| 9.                  | «Ninjas!»                 |                                 | 3:47         |
| 10.                 | «Cell Block D»            |                                 | 4:19         |
| 11.                 | «Black Sky»               |                                 | 3:42         |
| 12.                 | «The Diner»               |                                 | 5:41         |
| 13.                 | «Stick and Ellie»         |                                 | 2:26         |
| 14.                 | «They Have Nothing Now»   |                                 | 6:12         |
| 15.                 | «To Be a Hero»            |                                 | 1:46         |
| Общая длительность: | Общая длительность:       | Общая длительность:             | 50:49        |

### Связь с КВМ
О связи сезона с КВМ Рамирес сказал, что «те маленькие пасхалки, которые можно заметить весьма забавны», однако периодически сценаристы воздерживались от отсылки на остальную вселенную, потому что они чувствовали, что это отвлекает от повествования и персонажей сериала. Петри заявил, что сценаристы хотели «ограничиться Адской кухней» и сосредоточиться на таких вопросах, как «неработающий кондиционер в офисе „Нельсон и Мёрдок“. Это действительно то, что нас интересовало». Он объяснил, что в реальной жизни Нью-Йорк «это нечто большее чем жизнь» знаменитостей, проживающих там. «Если вы видите, что Дерек Джитер идёт по улице, это здорово, но затем вы поворачиваете за угол, и имеете дело с парнем, который слишком заломил цену за пончик. Мы хотим, чтобы наши ребята были настоящими жителями Нью-Йорка».
В сезоне присутствует мотоциклетная банда «Адские псы», чей невадский филиал был представлен в эпизоде Yes Men "Агентов "Щ.И.Т."а", и корпорация Roxxon Energy Corporation, представленная во всех проектах КВМ. В сезоне упоминаются мстители Джессика Джонс и Люк Кейдж, смерть Оскара Клемонса и юридическая фирма «Хогарт, Чао и Беновиц», что является отсылками на первый сезон «Джессики Джонс». Когда Клэр Темпл впервые появляется на экране в этом сезоне, у неё виден «порез на брови», появление которого, как сказал Кокс, будет объяснено в «Люке Кейдже». Он добавил, что «временная последовательность продумана так, что что бы ни происходило в „Люке Кейдже“… в какой-то момент этого шоу, на следующий день она в больнице разговаривает со мной».

## Релиз
Второй сезон «Сорвиголовы» был выпущен 18 марта 2016 года на стриминг-сервисе Netflix; он стал доступен на всех территориях в качестве Ultra HD 4K. Перед релизом Netflix на своём сайте создал восемь разных постеров для потенциальной обложки сезона. Изображения были случайным образом распределены среди избранных подписчиков, а Netflix отследил реакцию, чтобы узнать, какой из них наиболее удачен, чтобы в конечном итоге использовать его для всех подписчиков. Netflix также запустил таймер обратного отсчета в процентах от своих пользователей по всему миру, что позволило им видеть, сколько времени осталось до релиза сезона. Сезон получил улучшенное качество HDR при выпуске постпродакшн продавцом Deluxe.

### Маркетинг
Первые кадры из сезона были показаны на New York Comic Con в октябре 2015 года и на Comic Con Experience в декабре. 15 февраля 2016 года была выпущена первая трейлер сезона с упором на Карателя, а вторая часть, посвященная Электре, была выпущена 10 дней спустя, 25 февраля. Скотт Мендельсон из Forbes отметил, что "первая часть «явно демонстрирует дух подобную первому полноразмерному трейлеру „Тёмного рыцаря“ ещё в декабре 2007 года, а Касл является естественным побочным продуктом реакции на деятельность Сорвиголовы как мстителя». Он также оценил, то что по всей видимости Касл будет представлен как злодей, поскольку предыдущие адаптации персонажа всегда представляли Карателя как «в конечном счёте героя». Единственным недостатком, который отметил Мендельсон, стал монолог Касла в конце трейлера; он сказал, что Бернтал «отбрасывает такую огромную и мрачную тень, как почти что молчащий ангел смерти, что [преследующее и мифологическое] настроение почти теряется». Джоанна Робинсон из Vanity Fair сочла, что сюжет трейлера — Сорвиголова противостоит Карателю — «продолжает ряд супергеройских противостояний этой весной», сравнивая его с фильмами «Первый мститель: Противостояние» и «Бэтмен против Супермена: На заре справедливости», которые показывают противостояние Капитана Америки с Железным человеком и Бэтмена с Суперменом, соответственно. Робинсон задалась вопросом, есть ли в этом сезоне, как и в фильмах, некое «большее нависающее зло, чтобы объединить мстителей», которое не было показано в трейлере.
7 марта 2016 года первые два эпизода сезона были показаны в Париже, а премьера в Нью-Йорке прошла 10 марта. Также в начале марта в Торонто были установлены рекламные щиты с персонажами плакатами Сорвиголовы, Карателя и Электры. Создатели в аккаунте сериала в Twitter призывали пользователей голосовать за любимого героя — к плакатам персонажей, набравшим меньше голосов добавили бы кровь и синяки.

### Медиа
Сезон был выпущен на DVD в Регионе 2 и Blu-ray в Регионе B 15 мая 2017 года, в Регионе 4 14 июня 2017 года, а в Регионе 1 и Регионе A 22 августа 2017 года.

## Реакция

### Аудитория
Поскольку Netflix не раскрывает количество зрителей любых оригинальных сериалов, компания Symphony Technology Group собрала данные сезона на основе данных софта мобильных телефонов пользователей, который замеряет просмотр телевидения посредством анализа звука программ. По данным Symphony второй сезон «Сорвиголовы» в среднем за минуту был просмотрен 5,94 % зрителями в возрасте 18-49 лет в первые 32 дня после релиза. Symphony также подсчитала, что 3,201 миллиона зрителей в возрасте 18-49 лет в среднем за минуту посмотрели эпизод второго сезона «Сорвиголовы» в первые же выходные после премьеры. Маркетинговая аналитическая фирма Jumpshot определила, что сезон был самым просматриваемым сезоном на Netflix в первые 30 дней после релиза. Jumpshot, которая «анализирует поток клик-данных онлайн-панели из более чем 100 миллионов потребителей», проанализировала активность американских подписчиков сервиса и получила примерное число американских пользователей Netflix, которые смотрели хотя бы один эпизод сезона.

### Отзывы критиков

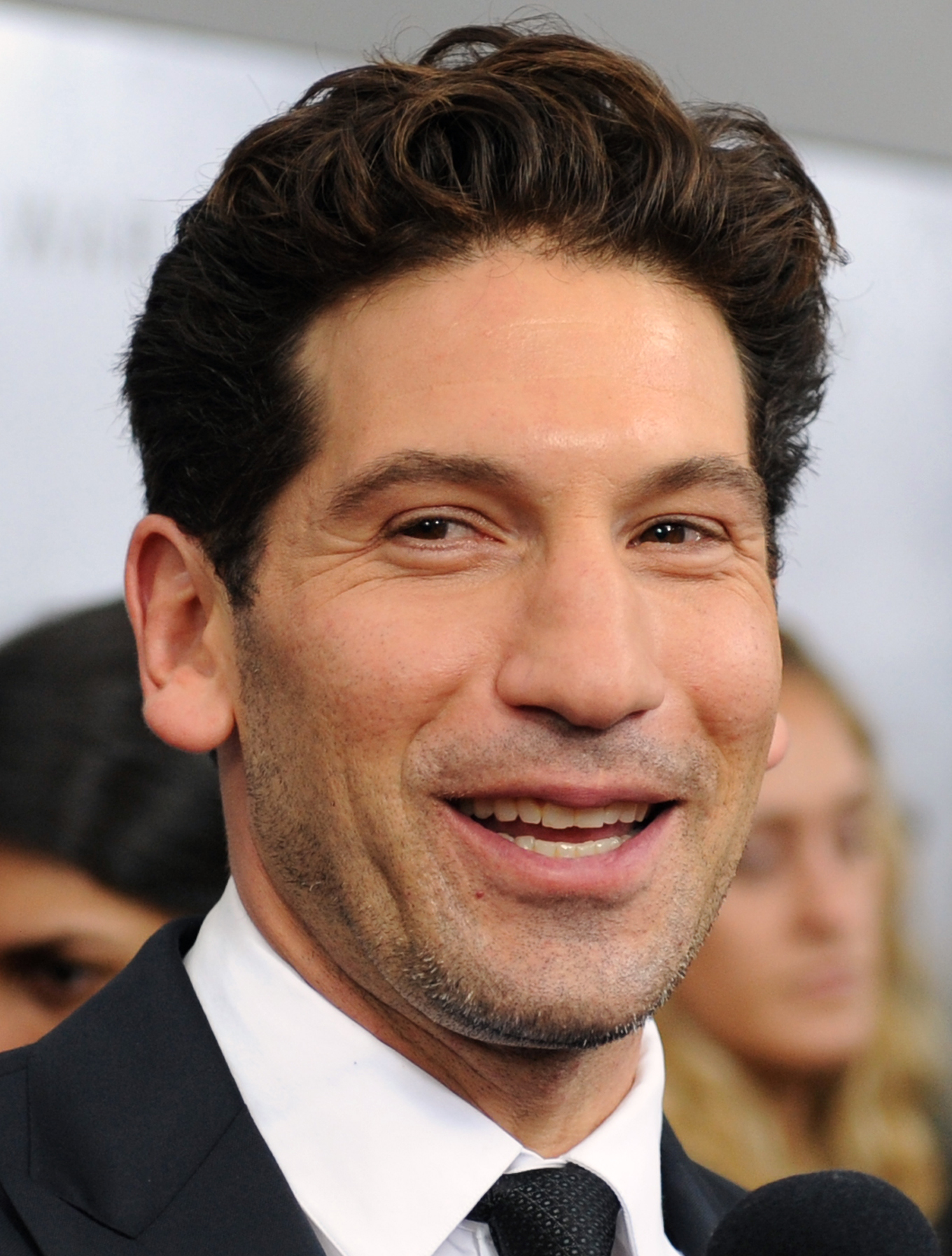
Джон Бернтал в роли Карателя стал одним из самых ярких моментов сезона по мнению критиков.

На сайте-агрегаторе Rotten Tomatoes сезон держит 78 % «свежести» на основе 50 отзывов со средним рейтингом 7/10. Критический консенсус сайта гласит: «Подкреплённый несколькими впечатляющими экшен-сценами, „Сорвиголова“ сохраняет свои позиции во втором сезоне, даже если его новые противники не могут полностью заполнить пустоту, оставленную Уилсоном Фиском». На Metacritic сезон получил 68 баллов из ста на основе 13-ти «в целом благоприятных» отзывах критиков.
Основываясь на первых семи эпизодах сезона Брайан Лоури из Variety сказал, что сезон начинается «с шероховатостей», сравнивая некоторые из ранних сцен с работами Сэма Пекинпы «в комплекте с слоумо-пулями и брызгами крови. Хотя и с использованием этих приёмов, шоу процветает, демонстрируя несколько потрясающих экшен-сцен и вводя в этот мрачный мир таких перспективных персонажей как Каратель и Электра». Кевин Фитцпатрик из Screen Crush отметил, что первые семь эпизодов сезона «взяли лучшее» и из первого сезона, и из «Джессики Джонс», «быстро и без отлагательств представляя своих самых захватывающих персонажей, но всё же уделяет время для того, чтобы лучше показать их личности, вместо банальных криков о спасении города». Он также похвалил кастинг Бернтала и Юнг на роли Карателя и Электры соответственно, и оценил большее внимание к персонажам Фогги и Карен; о сокращение роли Доусон, он сказал следующее: «Так много супергеройских сериалов пытаются сделать второстепенных персонажей такими же убедительными, как и экшен, и „Сорвиголова“ проявляет свою оригинальность в смеси юридического триллера и хорошо проработанных персонажей». Тем не менее, Фитцпатрик заметил, что в сезону не хватало Вонди Кёртиса-Холла — Бена Уриха из первого сезона. Он пришел к выводу, что последовательность во втором сезоне «ощущается намного более гладкой», чем в первом, «почти что в каждой сцене есть векторы движения не только назад и вперёд… Даже конечная цель кажется более последовательной — в начале Мэтт, Фогги и Карен чувствуют себя уверенно в новых для себя ролях, но борются с последствиями своего выбора всегда помогать тем, кто не может помочь себе сам». Меррилл Барр из Forbes сказала: «Второй сезон „Сорвиголовы“ — это то же самое отличное шоу, что и первый сезон „Сорвиголовы“… но местами это не так, а даже лучше». Барр похвалила Бернтала в роли Карателя и отметила сокращение числа thick blacks в кинематографе, за что критиковали первый сезон.
Крис Кэбин из Collider также похвалил первые семь эпизодов сезона, оценив их на четыре звезды и отметив, что сериал «находит в жанре невероятно искренние и впечатляющие следы человечности, которые было сложно разглядеть среди слишком предвзятых политических, общественных и философских идеях». Он сказал, что «Сорвиголова», как «Джессика Джонс», показывает себя «шоу, которое постоянно развивается и постоянно ищет для себя вызовы». Кэбин также отметил, что «использование в шоу звука и изображения для передачи информации наравне с любым диалогом… продолжает обеспечивать ему особое место отдельно от родственников по жанру с их полумерами». Он добавил, что сезон «заходит далеко, делая ставку» на моральные и этические проблемы, как это видно из сравнения и противопоставления методов Сорвиголовы и Карателя, и «сильно затягивает и волнует»; также Кэбин похвалил экшен-сцены сезона и «усиленный фокус на персонажах в сценарии», утверждая, что «ни один из фильмов [КВМ] не имеет даже соблазнительной интимности и душевности этого шоу». Деннис Перкинс в статье для The A.V. Club оценил сезон на B+, отметив печальное отсутствие «пугающего» Д’Онофрио в роли Уилсона Фиска; тем не менее он отдал дань Бернталу и Юнг, которые сделали из «Касла и Электры эффективный двухсторонний удар по геройским принципам Мэтта Мёрдока, что даё второстепенным персонажам „Сорвиголовы“ более ясную цель». Обозреватель IGN Мэтт Фаулер, оценив все эпизоды второго сезона по отдельности, дал сезону общую оценку 9,3 из 10, сказав, что он «стал лучше как в плане экшена, так и в плане сюжета, дав нам более сложную и многоуровневую историю, чем в первом сезоне… Ушёл видный „главный злодей“, но вместо этого мы увидели фантастическую актёрскую игру не только основного состава, но и новичков Джон Бернтала и Элоди Юнг».
Джек Шеперд из The Independent был немного более критичным о ранних эпизодов сезона, заявив, что идеологическая битва между Мёрдоком и Каслом «является сутью первых нескольких эпизодов, а также подчеркивает главную проблему „Сорвиголовы“», указывая на то, что «здесь нет по-настоящему плохого парня» и что «столько раз вы можете пересматривать эпизод с Сорвиголовой и Карателем, избивающими друг друга, прежде чем начнёте думать, что в матрице есть глюк». Он также согласился с Фитцпатиком относительно печального отсутствия Кёртиса-Холла, поскольку персонаж Бена Уриха отсутствовал в этом сезоне. Несмотря на это Шеперд добавил, что сезон начал набирать обороты к четвёртому эпизоду с введением Электры, полностью разогнавшись с эпизодами шесть и семь, которые он назвал «на тот момент лучшими в сезоне и заложившими основу для захватывающей истории»; он также похвалил актёрскую игру Кокса, Хенсона, Уолл, Бернтала и Юнг. Дэниэл Фейнберг, в рецензии на первые семь эпизодов для The Hollywood Reporter сошёлся во мнении с Шепердом, отметив, что сериал потерял то, что Винсент Д’Онофрио в роли Уилсона Фиска в первом сезоне привнёс в сериал, или, по крайней мере, «нависающую угрозу, которую он олицетворял». К счастью, [Каратель и Электра] очень живо воплощены, экшен по-прежнему инстинктивный и жёсткий, и, может быть, бо́льшая картина сложится во второй половине сезона. Он сказал, что из-за ярких образов этих двух персонажей, «в не касающиеся их сюжетные линии заложен вызов». Несмотря на то, что они были «на самой грани десенсибилизации» в экшен-сценах, Фейнберг всё же похвалил их, подчеркивая различные стили борьбы Электры и Карателя, что «вносит достаточное разнообразие в динамику».
Джефф Дженсен из Entertainment Weekly оценил сезон на C, назвав его «разочарованием». Назвав ранние эпизоды с противостоянием Сорвиголовы и Карателя, «скудными и вялыми с самого начала», Дженсен также добавил, что они были «мёртвым грузом инертной драмы, с длинными многословными сценами экспозиции или тупым шатанием, прерываемым случайными хорошо поставленными боевыми сценами, хоть и нелепо кровавыми». Дженсен добавил, что «надежда на улучшение» пришла с введением Электры, и что шестой эпизод должен был бы стать образцом для остальной части сезона, который в конечном итоге он назвал «натянутым и глупым». В статье для Time Дэниел Д’Аддарио также был разочарован сезоном, сказав: «Сложно не почувствовать, что тебя заставляют отправиться в долгое и не особенно приятное путешествие… „Сорвиголова“ просто хочет втиснуть в себя до смешного огромные дозы кровавых сцен, стремясь побыстрее выполнить свой бизнес-план. Любой зритель, заинтересованный в истории, остаётся блуждать в потёмках». Абрахам Райсман из Vulture присоединился к критике, в своём обзоре назвав семь эпизодов "длинным парадом одного клише за другим, мусоление тем, сцен и диалогов, которые зрители уже видели бесчисленное количество раз ". И хотя он не назвал бы сезон «плохим», отметил, что учитывая весь другой супергеройский контент, выпущенный в том же году, «это кажется крайне ненужным». Тем не менее, он похвалил работу Бернтала, сказав, что это был «ещё один вызывающий симпатию антагонист» после «выдающейся актёрской игры» Д’Онофрио в первом сезоне. В отличие от первого сезона «Джессики Джонс», который Райсман назвал «первой попыткой Marvel изобразить реалистичный секс», он назвал второй сезон «Сорвиголовы» «поразительно несексуальным».

### Награды
Организация Got Your 6, которая «отстаивает позитивные изображение военных ветеранов в Голливуде», отметила, что эпизод Semper Fidelis «„прикрыл тыл“ ответственного и точного изображения ветеранов через персонажа Фрэнка Касла / Карателя, который настаивает, чтобы его юридические представители не использовали ветеранский стереотип о ПТСР в целях для оправдания его действий». «Сорвиголова» был включён в список лучших сериалов 2016 года по версии Hidden Remote, заняв 4-е место. Сайт Comic Book Resources поставил эпизоды Seven Minutes in Heaven и Penny and Dime на 12-е и 2-е места соответственно в списке лучших эпизодов в 2016 года среди сериалов, связанных с комиксами.
| Год  | Награда                                       | Категория                                                                      | Номинант            | Результат |
| ---- | --------------------------------------------- | ------------------------------------------------------------------------------ | ------------------- | --------- |
| 2016 | Премия «Эмми» в области креативного искусства | Лучшее редактирование звука в драматическом сериале, мини-сериале или фильме   | «New York’s Finest» | Номинация |
| 2016 | Премия «Эмми» в области креативного искусства | Выдающаяся координация трюков в драматическом сериале, мини-сериале или фильме | Филип Дж. Силвера   | Номинация |
| 2016 | Премия ассоциации онлайн-кино и телевидения   | Лучший звук в сериале                                                          | Сорвиголова         | Номинация |
| 2017 | Премия Гильдии киноактёров США                | Лучший каскадёрский ансамбль в телесериалах                                    | Сорвиголова         | Номинация |
| 2017 | Сатурн                                        | Лучший новый медиа-сериал                                                      | Сорвиголова         | Номинация |
| 2017 | Сатурн                                        | Лучший актёр в сериале                                                         | Чарли Кокс          | Номинация |